# 闵劲
闵劲（1978年5月24日—）是一名已退役的中国职业足球运动员，曾入选过中国国奥队。
闵劲曾经效力过中国各地的多支球队，在职业生涯顶峰时期曾于2005年转会至上海申花，但是之后全年联赛只出场了39分钟，次年被租借到了乙级联赛家乡球队武汉雅琪，却又获得了最佳射手。
2007年，他是成都谢菲联征战甲级联赛的主力之一，不过赛季结束后被球队解约。2008年，他先后加盟聯華紅牛及香港谢菲联参加香港联赛。
2010年，中乙联赛球队湖北康天投入重金，多方招兵买马下，闵劲成功加盟。湖北康天在联赛开局即遭三连败。主教练殷立华主动请辞下课后，由闵劲兼任执行教练。